# Lâu đài Pezinok

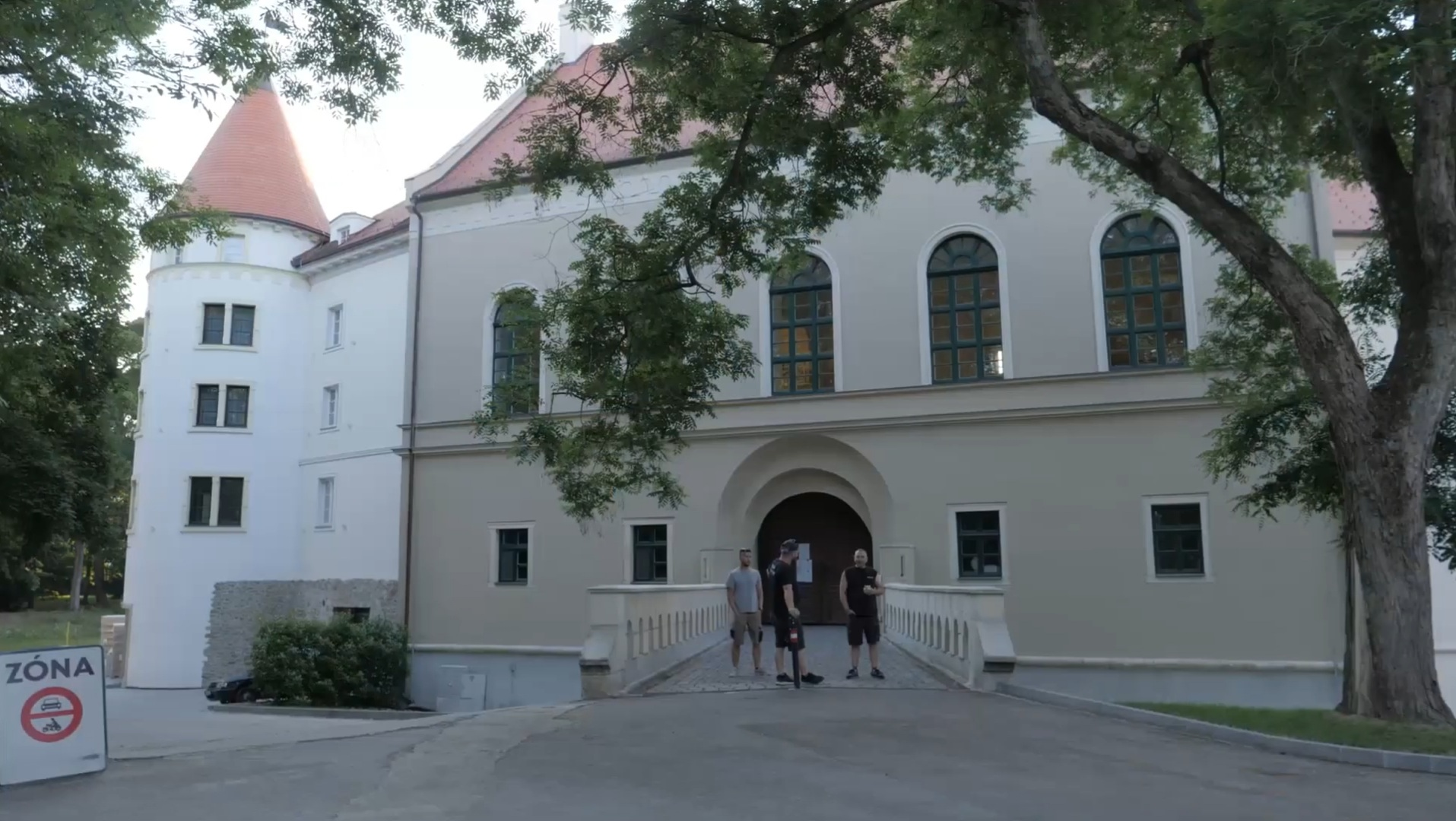
Cổng vào với cầu và tháp vào năm 2021

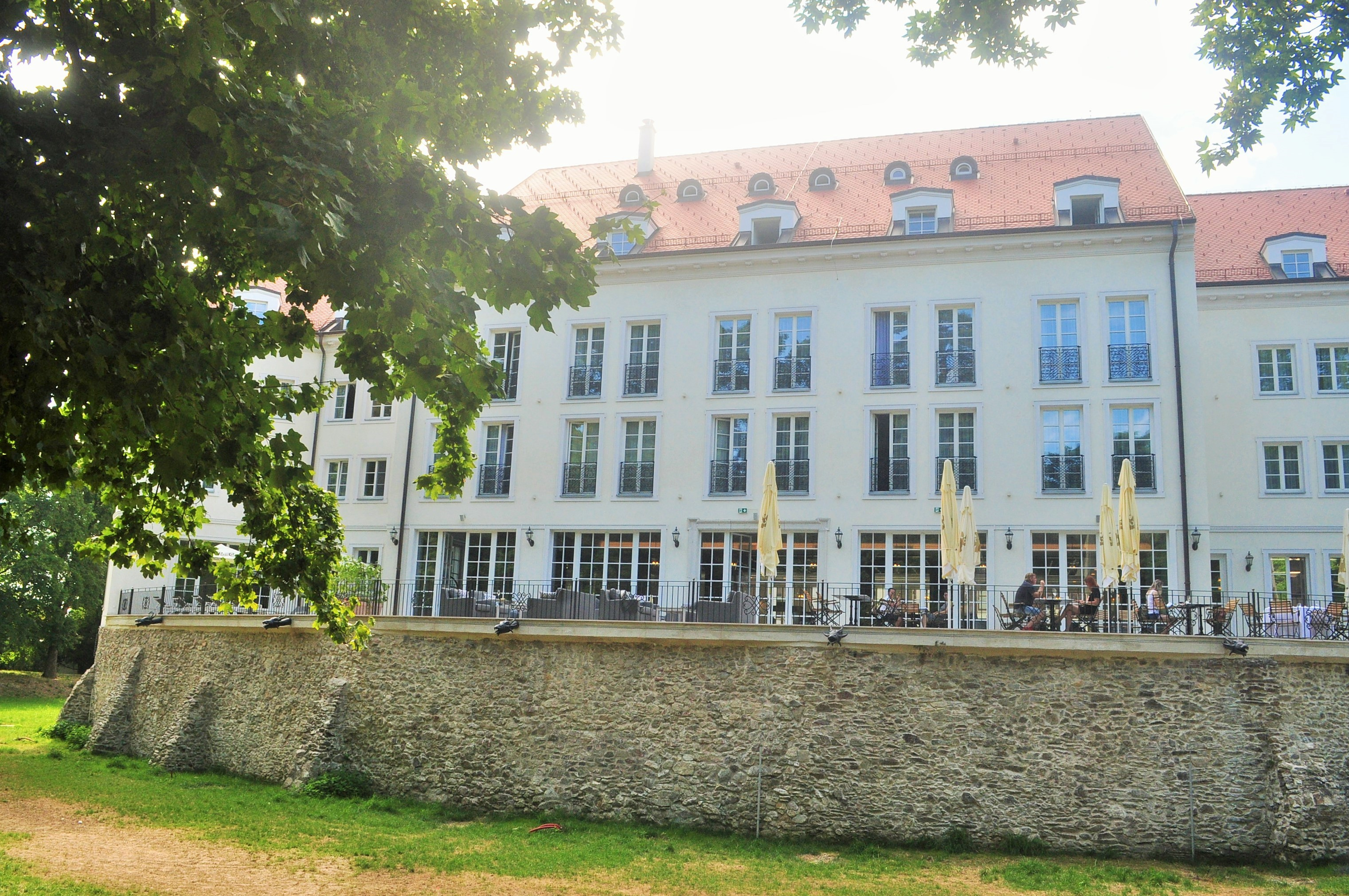
Quang cảnh khách Palace Art Hotel nhìn từ công viên

Lâu đài Pezinok (tiếng Slovakia: Pezinský zámok) là một lâu đài được xây dựng theo phong cách kiến trúc Phục hưng, nằm trong công viên lâu đài, gần trung tâm thành phố Pezinok, vùng Bratislava, Slovakia. Vào ngày 17 tháng 7 năm 1963, công trình kiến trúc này được ghi danh vào Danh sách Di tích Trung ương theo quyết định của Bộ Văn hóa Cộng hòa Slovakia.

## Lịch sử

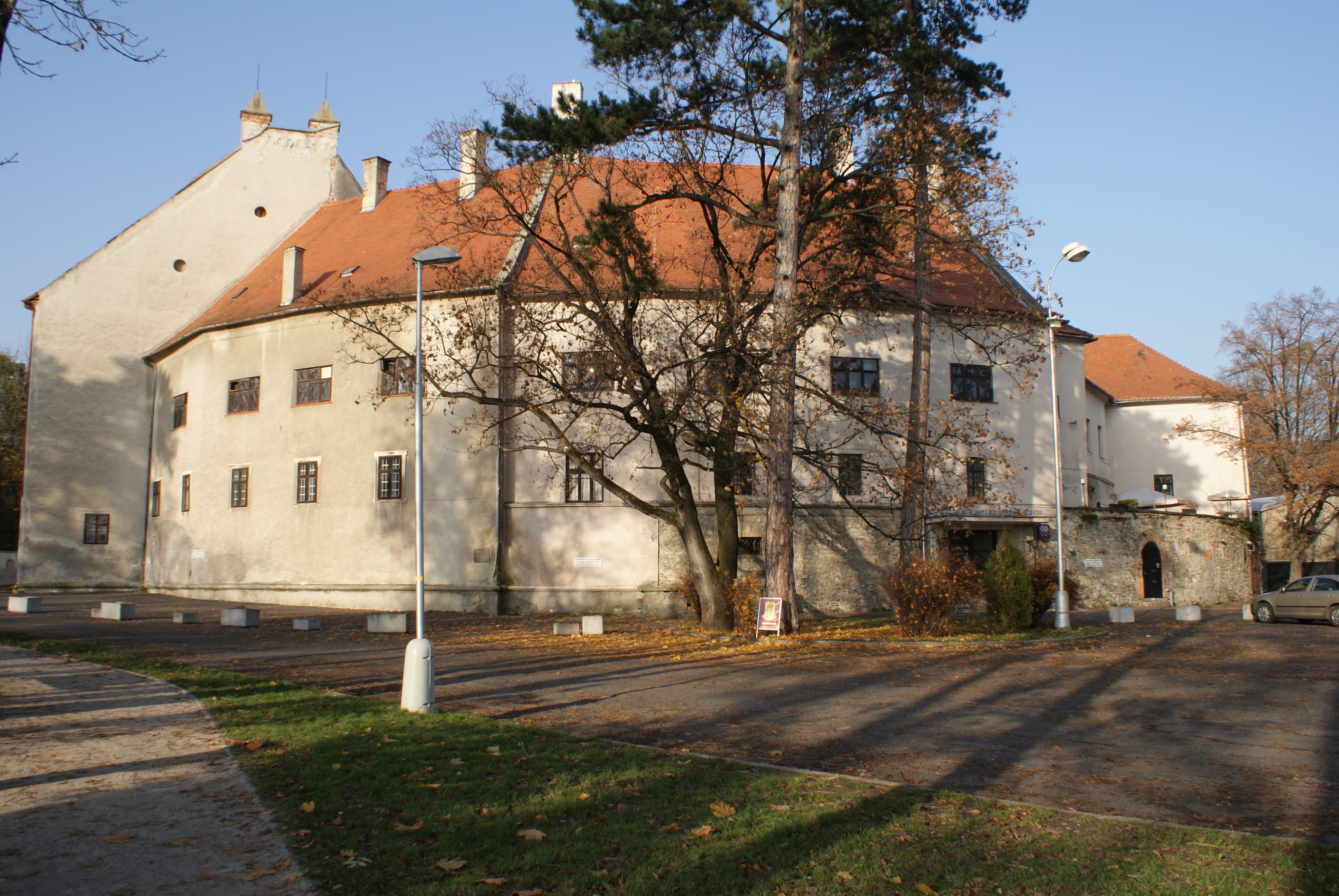
Lâu đài vào năm 2009

Trước năm 1271, một lâu đài đã được xây dựng ở Pezinok. Lâu đài thời Trung cổ này cùng với các công sự được bao quanh bởi hai con hào chứa đầy nước từ suối Cajlan, nên được gọi là lâu đài nước. Giống như các lâu đài khác trong khu vực, lâu đài đã bị quân đội của Přemysl Otakar II tấn công. Vào khoảng năm 1575, lâu đài được sửa chữa và có một diện mạo mới của thời kỳ Phục hưng.
Lâu đài còn trải qua một số lần sửa chữa khác, lần lượt vào thế kỷ 17, thế kỷ 19, và trong giai đoạn 1940 - 1943. Mặc dù trải qua nhiều lần tái thiết, lâu đài Pezinok vẫn giữ được dáng vẻ thời Trung cổ của một lâu đài nước. Bên trong tòa nhà vẫn bảo tồn một hội trường lớn, được trang trí bằng các bức tranh của Bártovce (một họa sĩ gốc Pezinok). Ngoài ra, xung quanh lâu đài còn có một công viên được gia đình quý tộc Pálfi xây dựng vào năm 1844.